# Oratorio di San Francesco Saverio (Lentate sul Seveso)
L'oratorio di San Francesco Saverio  sorge di fronte al cimitero, fuori dall'abitato di Copreno, frazione del comune di Lentate sul Seveso. Oggi presenta sembianze barocche, ma all'interno accoglie un affresco del XV secolo.

## Storia
Proprio per l'isolamento dal contesto urbano, si pensa che la nascita della chiesa si possa attestare al IV-V secolo, quando era urgente non solo aver luoghi di culto ma soprattutto coprire, celare tutte le testimonianze del culto pagano. In campagna poi era ancora più urgente, poiché qui la popolazione era più restia ad accettare il cristianesimo.
La prima testimonianza scritta è del XIII secolo: il sacerdote Gotifredo da Bussero cita la presenza di un altare dedicato a Sant'Alessandro in territorio di Copreno. Possiamo già considerarla parrocchiale ma di proprietà del monastero di San Simpliciano. Questo possiede il "castello" di Copreno e i territori annessi. I monaci eleggono un  parroco che però, avendo appunto la gestione di molte terre, raramente risiede nel borgo.
Con l'arrivo di Carlo Borromeo e di Federico, le fonti scritte riguardanti S. Alessandro si fanno più consistenti.
Dai resoconti delle varie visite, dirette e indirette, sappiamo che la chiesa versava in condizioni critiche. È particolarmente esaustivo il resoconto di padre Leonetto del 1567. L'edificio presenta una porta non molto resistente, non c'è campanile, né campana. Manca una sacrestia perciò il parroco conserva i paramenti e gli abiti in casa sua, in paese. Inoltre la strada è accidentata soprattutto nella brutta stagione. Dopo questa visita si decide di costruire una nuova chiesa, che verrà inaugurata nel 1587, nella piazza centrale del borgo e dedicata sempre a Sant'Alessandro. 
La vecchia chiesa viene dedicata a San Carlo Borromeo, passato agli onori degli altari. Con la perdita dello status di parrocchiale, si inizia a perdere interesse per questo edificio e viene quasi abbandonato. Agli inizi del XVII, don Giussani ci riferisce della decadenza generale del luogo di culto e si richiedono vari interventi di restauro eseguiti fino al 1616.
Il 1628 è un anno molto importante perché si trasferisce a Copreno Giorgio Clerici con la sua famiglia, che è estremamente facoltosa e propensa al mecenatismo. Infatti inizia per il borgo un periodo di rinnovamento che interesserà prima di tutto la nuova parrocchiale di Sant'Alessandro e in un secondo momento San Carlo Borromeo/San Francesco Saverio.
Nel 1675 Francesco Clerici, a 10 anni dalla morte del padre Giorgio, chiede di poter ristrutturare la chiesa e nel giro di un anno i lavori sono conclusi. Nel 1684 commissiona una pala d'altare raffigurante Cristo in croce, San Francesco Saverio e un monaco con le sembianze del figlio Giorgio. Alla morte di Francesco la tela verrà collocata nel presbiterio dell'oratorio dal suo erede. Con questo atto la famiglia Clerici rivendica "il parziale juspatronato con il parroco", in sostanza il possesso dell'edificio. Per rafforzare la rivendicazione, la chiesa viene dedicata a San Francesco Saverio. Questo Santo è caro alla famiglia Clerici la quale aderisce attivamente alla compagnia di Gesù, facendo grosse donazioni.
La famiglia Clerici raggiungerà l'apice della potenza nel XVIII secolo con il marchese Anton Giorgio, unico erede legittimo del ramo primogenito, e sarà l'ultimo poiché alla sua morte si passerà al ramo secondogenito.
Nel 1862 viene effettuato un nuovo restauro della chiesa, soprattutto delle parti destinate alla sepoltura. Viene sostituita la vecchia cella mortuaria con una più grande cripta. I lavori sono commissionati e pagati dagli eredi di Paolo Clerici che sono i suoi figli e figlie. Questi, in onore e ricordo del padre, commissionano un monumento funebre al famoso scultore Vincenzo Vela, visibile in sacrestia.
Dieci anni dopo il restauro, la chiesa e i beni passano alla famiglia Ginami de' Licini. Durante la loro proprietà viene costruito, dalla contessa Cleofe Isacco, un monumento funebre in stile neo rinascimentale, in ricordo del marito Luigi. Il monumento è collocato all'esterno dell'oratorio. Verso la fine del secolo la proprietà passa nelle mani di Rita Ginami de' Licini, che sposa il conte Giuseppe Cattaneo di Proh. Dal loro matrimonio nasce Filiberto, che muore però in giovane età.
Nel 1956 l'oratorio passa nelle mani di Piero Zerbi. Questi scrive un resoconto sullo stato di conservazione dell'edificio:
" al primo sguardo appaiono le pessime condizioni di manutenzione della chiesa. Il tetto è in disfacimento. Gli intonaci esterni in gran parte sono cadenti. Parte della cancellata di recinzione è mancante"
Seguono dei lavori che nel 1960 interessano il tetto. 
Intanto avvengono dei furti. Nel 1973 sparisce la tela raffigurante San Francesco Saverio. Nel 1988 spariscono le balaustre di marmo che separano l'altare dal resto della chiesa, spariranno anche le acquasantiere.
Nei primi anni del duemila accadono due fatti di importanza vitale. Il primo è la donazione della chiesa  che la famiglia Zerbi fa alla parrocchia di Copreno, nel maggio del 2002. Altro fatto importante è il restauro, o meglio i restauri. Prima nel 2003, quando si cerca di bloccare il degrado. Altri lavori vengono eseguiti nel 2004 fino al 2005.

## Descrizione
Si presenta anche un affresco del XV secolo, visibile sopra l'altare, che rappresenta una crocifissione. Viene raffigurata la Madonna a sinistra, Santa Maria Maddalena ai piedi della croce e San Giovanni a destra. Inoltre, abbiamo degli angeli che raccolgono il sangue di Cristo. L'opera è di Lanfranco da Lecco eseguita nel 1426.
Con il restauro di Francesco Clerici nel 1675, l'oratorio si arricchisce di pregevoli affreschi di gusto barocco. Gli affreschi sono principalmente della fine del XVII secolo e raffigurano sibille, profeti e altri temi religiosi. 